# Дьяченко, Анна Вячеславовна
Анна Вячеславовна Дьяченко (в девичестве — Шумилова, род. 25 августа 1980 года) — мастер спорта, заслуженный тренер России, тренер-преподаватель по художественной гимнастике, почётный гражданин города Дмитров.

## Биография
Родилась 25 августа 1980 года.
С 2007 по 2017 год работала главным тренером-преподавателем по художественной гимнастике Муниципального учреждения дополнительного образования специализированная спортивная школа олимпийского резерва «Динамо-Дмитров».
Тренировала Александру Солдатову с того момента, как ей исполнилось 12 лет. Под руководством тренера Александра Солдатова стала четырёхкратной чемпионкой мира, трехкратной чемпионкой Европы, неоднократным призером чемпионатов мира и Европы в отдельных видах упражнений.
Личный тренер четырёхкратной чемпионки мира Дарьи Кондаковой. Дарья Кондакова становилась чемпионкой мира в команде в 2009—2011 годах, чемпионкой мира в упражнении со скакалкой 2010 года, серебряным призером чемпионатов мира в 2009, 2010, 2011 годов в многоборье.
Личный тренер трехкратной чемпионки мира и Европы в групповых упражнениях — Малыгина Екатерина Олеговна.
Тренер олимпийской чемпионки по художественной гимнастике в групповых упражнениях Алины Макаренко. По словам спортсменки, именно Анна Шумилова сделала из нее гимнастку и способствовала тому, что в 13 лет спортсменка попала в юношескую сборную.
Личный тренер олимпийских чемпионок Рио — 2016 в групповых упражнениях, многократных чемпионок мира и Европы  Толкачева Мария Юрьевна и Татарева Анастасия Алексеевна.
30 августа 2016 года Решением Совета депутатов № 152/19 Анне Вячеславовне Дьяченко было присвоено звание «Почётного гражданина города Дмитрова».
Живет и работает в городе Химки Московской области.
Тренер высшей квалификационной категории.
В настоящее время — тренер по художественной гимнастике ГБУ МО «Центр спортивной подготовки по Олимпийским видам спорта».

## Награды и звания
- Знак отличия «за заслуги перед Московской областью»
- Знак Губернатора Московской области «Во славу спорта»[1]
- Медаль ордена «За заслуги перед Отечеством 2 степени»
- Заслуженный работник физической культуры и спорта Республики Калмыкия
- Заслуженный работник физической культуры и спорта Московской области

## Семья
Замужем, супруг Дьяченко Александр Игоревич.
Есть дочь Инна .